# Зайцев, Николай Евгеньевич
Никола́й Евге́ньевич За́йцев (1 июня 1989, Новороссийск, СССР) — российский футболист, защитник.

## Карьера
Сыграл один матч в Премьер-лиге за «Кубань» 6 октября 2007 года против «Крыльев Советов». Покинул поле на 26 минуте из-за травмы.
В турнире дублёров сыграл 11 матчей за «Кубань» в сезоне-2007 и 19 матчей (2 гола) за ЦСКА в сезоне-2008.
Также выступал за клубы второго дивизиона «Краснодар-2000» и «Нефтехимик», клубы первого дивизиона / ФНЛ «Черноморец», «Мордовия» (участник победного сезона 2011/12, однако покинул клуб до его окончания, проведя 4 матча первенства) и «Газовик».
В 2012—2013 годах выступал в Премьер-лиге за нижегородскую «Волгу». Летом 2013 подписал контракт, рассчитанный на 3 года с владикавказским клубом «Алания».
В июне 2014 перешёл в клуб «Тосно». В начале июля 2015 года подписал трёхлетний контракт с клубом «Амкар» из Перми. 3 марта 2018 получил травму, которая помешала ему перейти в премьер-лигу и с сезона 2018/19 играл за «СКА-Хабаровск». 18 мая 2020 года подписал контракт с воронежским «Факелом», но 28 июля расторг соглашение по семейным обстоятельствам и перешёл в новороссийский «Черноморец», который покинул через пять дней по той же причине. После чего в октябре опять подписал контракт с «Факелом». Перед сезоном 2021/22 перешёл в клуб III, любительского дивизиона «Ильпар» Ильинский, в составе которого сыграл в матче 1/128 Кубка России 2021/22 против «Зенита-Ижевск» (0:3). Покинул «Ильпар» летом 2023 г.
В 2022 году стал соучредителем ООО «Центр землеустройства».